# Oded Forer
 (juin 2021).
Si vous disposez d'ouvrages ou d'articles de référence ou si vous connaissez des sites web de qualité traitant du thème abordé ici, merci de compléter l'article en donnant les références utiles à sa vérifiabilité et en les liant à la section « Notes et références ».
Oded Forer (en hébreu : עוֹדֵד פוֹרֵר), né le 30 mai 1977 à Rehovot, est un homme politique israélien, membre du parti Israel Beytenou. Il est député à la Knesset de 2015 à 2021, et depuis 2022.
De 2021 à 2022, il est ministre de l'Agriculture et du Développement rural et ministre du Développement de la périphérie, du Néguev et de la Galilée.

## Biographie

### Enfance et formation
Oded Forer est né et grandit à Rehovot. Son père, Shuki Forer, est maire de la ville. Son arrière-grand-père paternel est l'un des pionniers qui s'installent à Rehovot lors de la Première Aliyah. Forer est officier dans la marine israélienne. Il travaille comme consultant politique pour le ministre de l'Éducation Limor Livnat entre 2001 et 2005 et est secrétaire du Conseil israélien de la culture et des arts. En 2005, il fonde une société de conseil.
Forer est diplômé du Centre interdisciplinaire Herzliya, avec un baccalauréat en droit et administration et une maîtrise en communication politique. Il est marié, père de trois enfants et vit à Rehovot.

### Carrière politique
Dans la préparation des élections à la Knesset de 2008, Forer fait campagne pour la région de Shfela sur la liste du Likoud ; cependant, après les primaires du parti, il se retrouve à la 109e place sur la liste du parti.
En 2011, il rejoint Israel Beytenou, devenant président de sa division jeunesse. Il est placé seizième sur la liste du parti pour les élections de 2013 à la Knesset. Cependant, après qu'Israel Beytenou ait formé une liste commune avec le Likoud, il est classé 43e, sans obtenir de siège.
En 2013, il est nommé directeur général du ministère de l'Intégration des immigrants, sous la direction du ministre Sofa Landver. Au cours de son mandat, les taux d'Alya augmentent de 30 %.
Avant les élections à la Knesset de 2015, il est classé huitième sur la liste d'Israel Beytenou. Le parti remporte six sièges mais il ne réussit pas à rentrer à la Knesset puisqu'il est déplacé à la septième place sur la liste, car Ilan Shohat choisit de ne pas siéger et Robert Ilatov le remplace. En septembre 2015, Sharon Gal choisit de quitter la Knesset, permettant à Oded Forer de siéger, à partir du 4 septembre. Il est par la suite réélu aux élections d'avril 2019, de septembre 2019 et de 2020.
Après avoir été réélu aux élections de 2021, il est nommé ministre de l'Agriculture et du Développement rural et ministre du Développement de la périphérie, du Néguev et de la Galilée dans le trente-sixième gouvernement. Il démissionne de la Knesset en vertu de la loi norvégienne, il est remplacé par Limor Magen Telem.